# 石碇商圈
石碇商圈位於新北市石碇區，以石碇東街（市道106乙線）、西街為主要範圍，古時為通往宜蘭要道，後因茶葉和煤礦得以發展。
商圈以自然生態和文山包種茶聞名，環境因聚落分散，商圈能量難以匯集，而保留許多自然原始生態，適合戶外教學和其他休閒活動，未來可望推動自然生態觀光。
因地點分散，區內並擁有百座廟宇，堪稱為是全省廟宇最多行政區。老街有部分舊建築空間活化，如土桷厝、百年老屋、吊腳樓等建築物，皆具有觀光價值。石碇東街仍然保留了一段不見天。
協會每年和公所舉辦「石碇美人茶節」吸引人潮，為了配合政府推動觀光客倍增計畫『一鄉鎮一特色』政策，石碇鄉以其特產美人茶馨香揚”茗”海外，除了舉辦美人茶節活動之外，石碇鄉更是具備了好山、好水、好文化的一大特色，讓更多人認識石碇區，延續其傳統精神並加入新的創意，而擦出更多火花。

## 主要店家

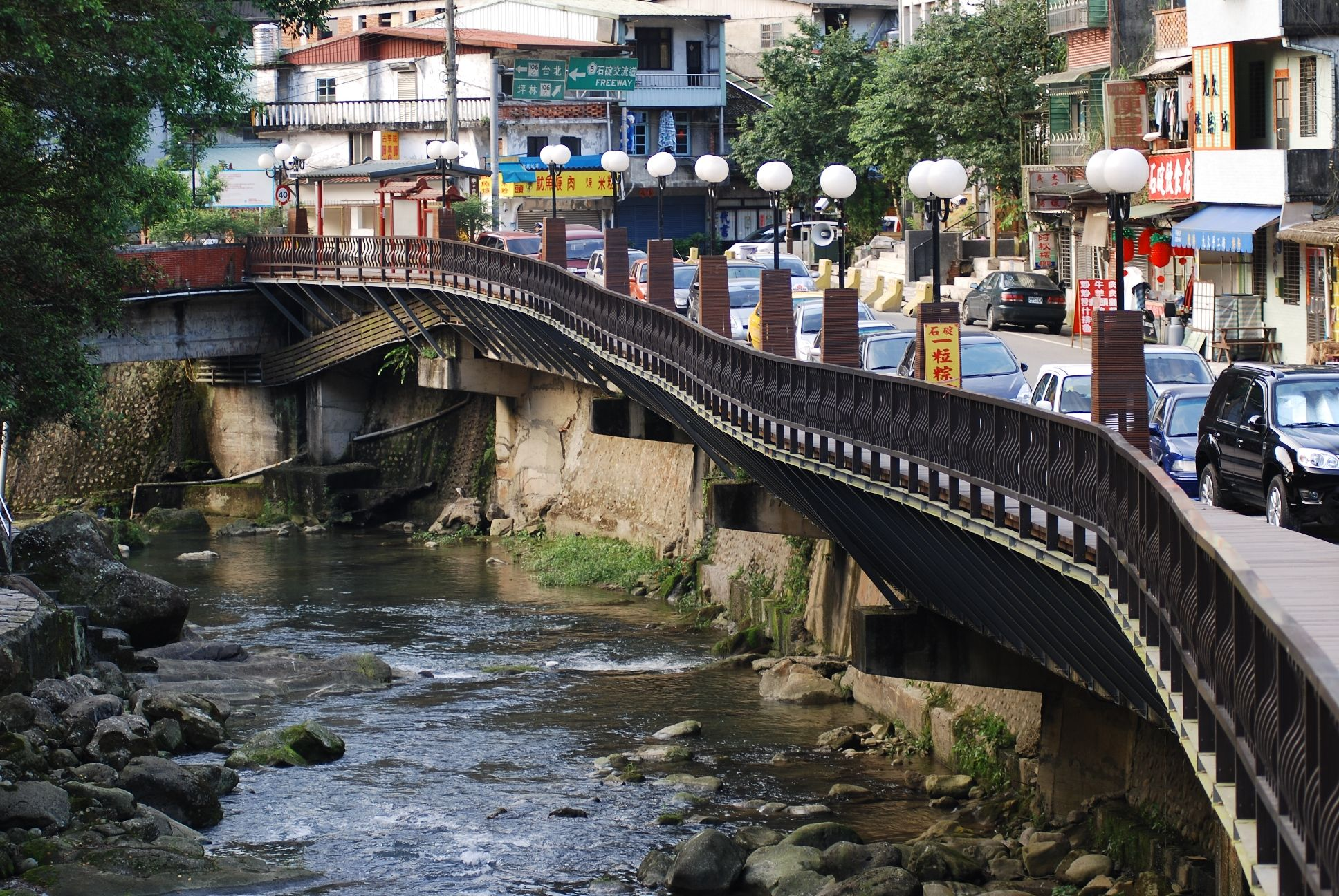
石碇老街溪畔

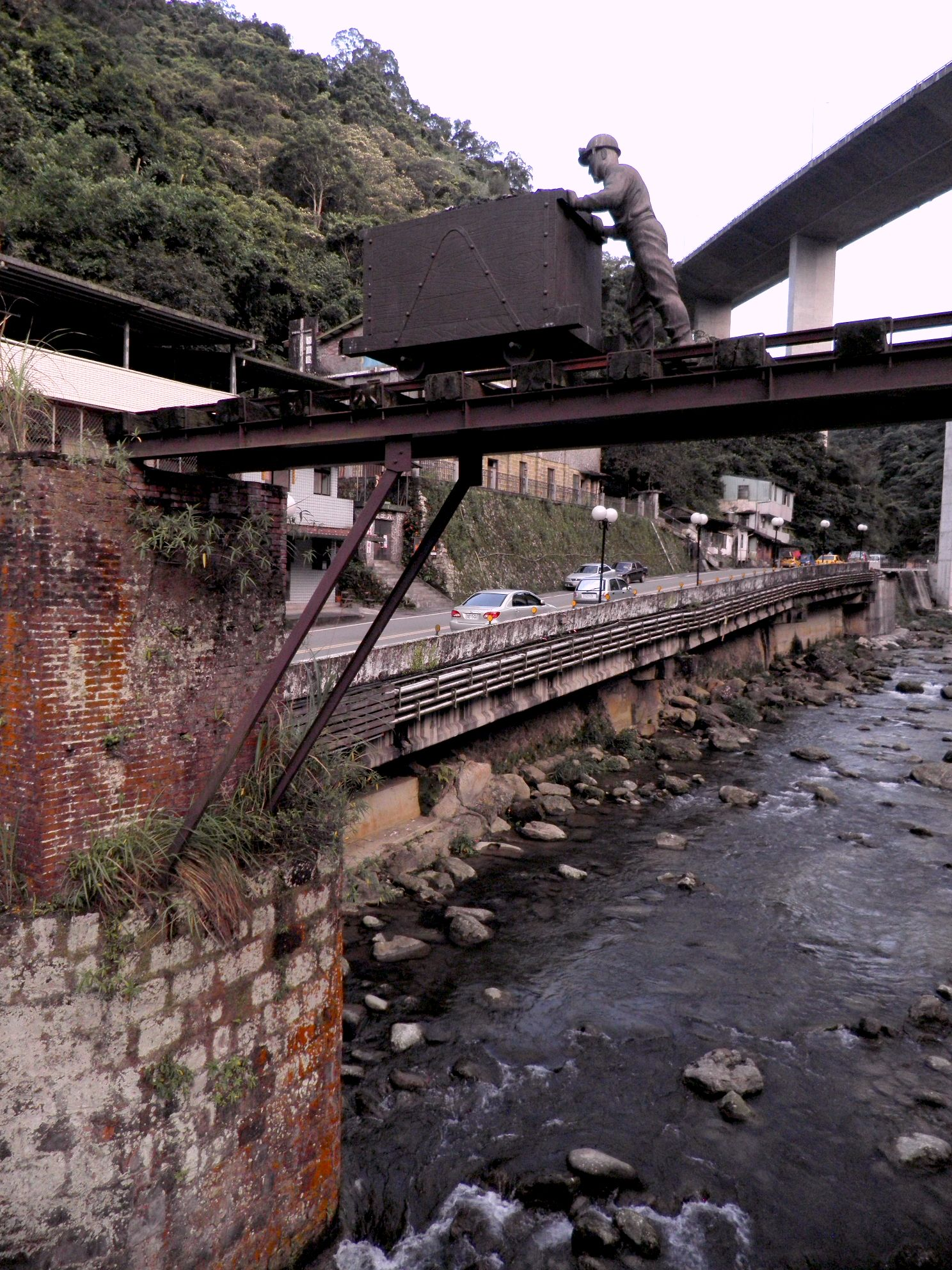
石碇老街溪畔

1. 遠光打鐵店
2. 百年豆腐店
3. 福寶飲食店
4. 美美飲食店
5. 逢春茶莊
6. 石碇許家手工麵線 （页面存档备份，存于）
7. 笠林茶棧
8. 九寮坡餐廳
9. 石碇桂花農園

## 觀光資源
- 石碇溪谷
- 淡蘭古道
- 豐林渡船頭
- 雙溪口
- 鱸鰻潭
- 吊腳樓
- 百年打鐵店
- 百年石頭屋
- 皇帝殿
- 石碇姑娘廟
- 財神廟

## 外部連結
- 新北市形象商圈-石碇商圈

石碇觀光發展協會粉絲團 （页面存档备份，存于）